# 駐德國臺北代表處漢堡辦事處
駐德國臺北代表處漢堡辦事處（德語：Taipeh Vertretung in der Bundesrepublik Deutschland, Büro Hamburg），亦稱駐漢堡辦事處，是中華民國政府派駐德意志聯邦共和國第2大城漢堡漢薩自由市的代表機構。
辦事處負責推動臺灣與漢堡之間的政治、經濟、文化、新聞等各層面的雙邊關係，以及辦理護照、簽證、文件證明等领事相關業務，並提供僑民服務與旅外國人急難救助，功能等同邦交國的總領事館。
領事轄區為漢堡市、布萊梅邦、下薩克森邦、什勒斯維希-霍爾斯坦邦、梅克倫堡-西波美拉尼亞邦。

## 歷史
1958年10月，行政院新聞局在西德首都波恩设立遠東新聞處，1964年10月，设立遠東新聞處漢堡分處。1973年12月31日，遠東新聞處更名为遠東新聞社，1980年10月20日，由中華民國外交部接管:32—33。
1992年9月23日，遠東新聞社漢堡分社更名為駐漢堡臺北經濟文化辦事處。1997年7月1日，再更名為駐德國臺北代表處漢堡辦事處:32—33。

## 外部連結
- 駐德國臺北代表處漢堡辦事處的Facebook專頁